# Чемпіонат світу з легкої атлетики в приміщенні 2008
Чемпіонат світу з легкої атлетики в приміщенні 2008 відбувся 7-9 березня у Валенсії у Палаці-велотреку імені Луїса Пуїга.

## Призери

### Чоловіки
| Дисципліни            | Золото                                                                         | Золото  | Срібло                                                                               | Срібло  | Бронза                                                                        | Бронза  |
| --------------------- | ------------------------------------------------------------------------------ | ------- | ------------------------------------------------------------------------------------ | ------- | ----------------------------------------------------------------------------- | ------- |
| 60 метрів             | Олусоджі Фасуба Нігерія                                                        | 6,51    | Двейн Чамберс Велика БританіяКім Коллінз Сент-Кіттс і Невіс                          | 6,54    | не вручалась                                                                  |         |
| 400 метрів            | Тайлер Крістофер Канада                                                        | 45,67   | Йоган Віссман Швеція                                                                 | 46,04   | Кріс Браун Багамські Острови                                                  | 46,26   |
| 800 метрів            | Абубакер Какі Судан                                                            | 1.44,81 | Мбулані Мулаудзі ПАР                                                                 | 1.44,91 | Юсуф Саад Камель Бахрейн                                                      | 1.45,26 |
| 1500 метрів           | Дерессе Меконнен Ефіопія                                                       | 3.38,23 | Данієль Кіпчирчир Комен Кенія                                                        | 3.38,54 | Хуан Карлос Ігеро Іспанія                                                     | 3.38,82 |
| 3000 метрів           | Таріку Бекеле Ефіопія                                                          | 7.48,23 | Пол Кіпсіле Коеч Кенія                                                               | 7.49,05 | Абрехам Черкос Ефіопія                                                        | 7.49,96 |
| 60 метрів з бар'єрами | Лю Сян КНР                                                                     | 7,46    | Аллен Джонсон США                                                                    | 7,55    | Євген Борисов РосіяСтаніславс Оліярс Латвія                                   | 7,60    |
| 4×400 метрів          | СШАДжеймс Девіс Джамал Торранс Грег Ніксон Келлі Віллі Джоел Столлворт (забіг) | 3.06,79 | ЯмайкаМайкл Блеквуд Едіно Стіл Адріан Фіндлей Девейн Барретт Олдвін Сепплтон (забіг) | 3.07,69 | Домініканська РеспублікаАрісменді Пегеро Карлос Санта Педро Мехія Йоель Тапія | 3.07,77 |
| Стрибки у висоту      | Стефан Гольм Швеція                                                            | 2,36    | Ярослав Рибаков Росія                                                                | 2,34    | Андра Менсон СШАКіріакос Йоанну Кіпр                                          | 2,30    |
| Стрибки з жердиною    | Євген Лук'яненко Росія                                                         | 5,90    | Бред Вокер США                                                                       | 5,85    | Стів Гукер Австралія                                                          | 5,80    |
| Стрибки в довжину     | Ґодфрі Хотсо Макоена ПАР                                                       | 8,08    | Крістофер Томлінсон Велика Британія                                                  | 8,06    | Мохаммед аль Хуваліді Саудівська Аравія                                       | 8,01    |
| Потрійний стрибок     | Філліпс Ідову Велика Британія                                                  | 17,75   | Арньє Давід Хіральт Куба                                                             | 17,47   | Нельсон Евора Португалія                                                      | 17,27   |
| Штовхання ядра        | Крістіан Кентвелл США                                                          | 21,77   | Різ Гоффа США                                                                        | 21,20   | Томаш Маєвський Польща                                                        | 20,93   |
| Семиборство           | Браян Клей США                                                                 | 6371    | Андрій Кравченко Білорусь                                                            | 6234    | Дмитро Карпов Казахстан                                                       | 6131    |

### Жінки
| Дисципліни            | Золото                                                       | Золото  | Срібло                                                         | Срібло  | Бронза                                                      | Бронза  |
| --------------------- | ------------------------------------------------------------ | ------- | -------------------------------------------------------------- | ------- | ----------------------------------------------------------- | ------- |
| 60 метрів             | Анджела Вільямс США                                          | 7,06    | Джанетт Квак'є Велика Британія                                 | 7,08    | Тагіша Гарріган Британські Віргінські Острови               | 7,09    |
| 400 метрів            | Олеся Зикіна Росія                                           | 51,09   | Наталія Назарова Росія                                         | 51,10   | Шаріз Вудс США                                              | 51,41   |
| 800 метрів            | Тамсін Льюїс Австралія                                       | 2.02,57 | Тетяна Петлюк Україна                                          | 2.02,66 | Марія Мутола Мозамбік                                       | 2.02,97 |
| 1500 метрів           | Гелете Бурка Ефіопія                                         | 3.59,75 | Мар'ям Юсуф Джамал Бахрейн                                     | 3.59,79 | Даніела Йорданова Болгарія                                  | 4.04,19 |
| 3000 метрів           | Месерет Дефар Ефіопія                                        | 8.38,79 | Меселеш Мелкаму Ефіопія                                        | 8.41,50 | Мар'єм Алауї Сельсулі Марокко                               | 8.41,66 |
| 60 метрів з бар'єрами | Лоло Джонс США                                               | 7,80    | Кендіс Девіс США                                               | 7,93    | Анай Техеда Куба                                            | 7,98    |
| 4×400 метрів          | РосіяЮлія Гущина Тетяна Левіна Наталія Назарова Олеся Зикіна | 3.28,17 | БілорусьАнна Козак Ірина Хлюстова Світлана Усович Ілона Усович | 3.28,90 | СШАЕйнджел Перкінс Міріам Барнс Шаріз Вудс Мушаумі Робінсон | 3.29,30 |
| Стрибки у висоту      | Бланка Влашич Хорватія                                       | 2,03    | Олена Слесаренко Росія                                         | 2,01    | Віта Паламар Україна                                        | 2,01    |
| Стрибки з жердиною    | Олена Ісинбаєва Росія                                        | 4,75    | Дженніфер Стучинські США                                       | 4,75    | Фабіана Мурер БразиліяМоніка Пирек Польща                   | 4,70    |
| Стрибки в довжину     | Найде Гомеш Португалія                                       | 7,00    | Моррен Маггі Бразилія                                          | 6,80    | Ірина Сімагіна Росія                                        | 6,88    |
| Потрійний стрибок     | Яргеліс Савіньє Куба                                         | 15,05   | Марія Шестак Словенія                                          | 14,68   | Ольга Рипакова Казахстан                                    | 14,58   |
| Штовхання ядра        | Валері Вілі Нова Зеландія                                    | 20,19   | Лі Мейцзюй КНР                                                 | 19,09   | Міслейдіс Гонсалес Куба                                     | 18,75   |
| П'ятиборство          | Тія Геллебаут Бельгія                                        | 4867    | Келлі Сатертон Велика Британія                                 | 4852    | Ганна Богданова Росія                                       | 4753    |

## Медальний залік
| Місце                | Країна                        | Золото | Срібло | Бронза | Загалом |
| -------------------- | ----------------------------- | ------ | ------ | ------ | ------- |
| 1                    | США                           | 5      | 5      | 3      | 13      |
| 2                    | Росія                         | 4      | 3      | 3      | 10      |
| 3                    | Ефіопія                       | 4      | 1      | 1      | 6       |
| 4                    | Велика Британія               | 1      | 4      | 0      | 5       |
| 5                    | Куба                          | 1      | 1      | 2      | 4       |
| 6                    | КНР                           | 1      | 1      | 0      | 2       |
| 6                    | ПАР                           | 1      | 1      | 0      | 2       |
| 6                    | Швеція                        | 1      | 1      | 0      | 2       |
| 9                    | Австралія                     | 1      | 0      | 1      | 2       |
| 9                    | Португалія                    | 1      | 0      | 1      | 2       |
| 11                   | Бельгія                       | 1      | 0      | 0      | 1       |
| 11                   | Канада                        | 1      | 0      | 0      | 1       |
| 11                   | Нова Зеландія                 | 1      | 0      | 0      | 1       |
| 11                   | Нігерія                       | 1      | 0      | 0      | 1       |
| 11                   | Судан                         | 1      | 0      | 0      | 1       |
| 11                   | Хорватія                      | 1      | 0      | 0      | 1       |
| 17                   | Білорусь                      | 0      | 2      | 0      | 2       |
| 17                   | Кенія                         | 0      | 2      | 0      | 2       |
| 19                   | Бахрейн                       | 0      | 1      | 1      | 2       |
| 19                   | Бразилія                      | 0      | 1      | 1      | 2       |
| 19                   | Україна                       | 0      | 1      | 1      | 2       |
| 22                   | Сент-Кіттс і Невіс            | 0      | 1      | 0      | 1       |
| 22                   | Словенія                      | 0      | 1      | 0      | 1       |
| 22                   | Ямайка                        | 0      | 1      | 0      | 1       |
| 25                   | Казахстан                     | 0      | 0      | 2      | 2       |
| 25                   | Польща                        | 0      | 0      | 2      | 2       |
| 27                   | Іспанія                       | 0      | 0      | 1      | 1       |
| 27                   | Багамські Острови             | 0      | 0      | 1      | 1       |
| 27                   | Болгарія                      | 0      | 0      | 1      | 1       |
| 27                   | Британські Віргінські Острови | 0      | 0      | 1      | 1       |
| 27                   | Домініканська Республіка      | 0      | 0      | 1      | 1       |
| 27                   | Кіпр                          | 0      | 0      | 1      | 1       |
| 27                   | Латвія                        | 0      | 0      | 1      | 1       |
| 27                   | Марокко                       | 0      | 0      | 1      | 1       |
| 27                   | Мозамбік                      | 0      | 0      | 1      | 1       |
| 27                   | Саудівська Аравія             | 0      | 0      | 1      | 1       |
| Загалом (36 збірних) | Загалом (36 збірних)          | 26     | 27     | 28     | 81      |